# 君塘镇
君塘镇，是中华人民共和国四川省达州市宣汉县下辖的一个乡镇级行政单位。

## 行政区划
君塘镇下辖以下地区：
飞泉社区、君坝村、团山村、滴水村、石虎村、印合村、峰石村和大垭村。